# Muziek in 1992
Dit artikel gaat over muziek uit het jaar 1992.
1992 was een goed jaar voor eclectische muziek. Popradio omarmde een breed scala aan stijlen en genres, van synthpop tot hiphop. 
Hits uit 1992 waren:
- "Smells Like Teen Spirit van Nirvana
- Boyz II Men "End of the Road"
- Shanice "I Love Your Smile"
- Right Said Fred "I'm Too Sexy"
- Vanessa Williams "Save The Best For Last"
- Eric Clapton "Tears In Heaven"
- Annie Lennox Debut Album: Diva
- KWS "Please Don't Go"
- En Vogue "My Lovin' (You're Never Gonna Get It)"
- Billy Ray Cyrus "Achy Breaky Heart"
- Snap! "Rhythm Is A Dancer"
- Madonna Album: Erotica
- Whitney Houston "I Will Always Love You"

## Wedstrijden
- Eurovisiesongfestival
- Eurovision Young Musicians

## Festivals
- Pinkpop

Muziek in: 1940 · 1941 · 1942 · 1943 · 1944 · 1945 · 1946 · 1947 · 1948 · 1949 · 1950 · 1951 · 1952 · 1953 · 1954 · 1955 · 1956 · 1957 · 1958 · 1959 · 1960 · 1961 · 1962 · 1963 · 1964 · 1965 · 1966 · 1967 · 1968 · 1969 · 1970 · 1971 · 1972 · 1973 · 1974 · 1975 · 1976 · 1977 · 1978 · 1979 · 1980 · 1981 · 1982 · 1983 · 1984 · 1985 · 1986 · 1987 · 1988 · 1989 · 1990 · 1991 · 1992 · 1993 · 1994 · 1995 · 1996 · 1997 · 1998 · 1999 · 2000 · 2001 · 2002 · 2003 · 2004 · 2005 · 2006 · 2007 · 2008 · 2009 · 2010 · 2011 · 2012 · 2013 · 2014 · 2015 · 2016 · 2017 · 2018 · 2019 · 2020 · 2021 · 2022 - 2023